# Lac à l'Eau Jaune
Lac à l'Eau Jaune är en sjö i Kanada.   Den ligger i regionen Nord-du-Québec och provinsen Québec, i den östra delen av landet, 500 km norr om huvudstaden Ottawa. Lac à l'Eau Jaune ligger 364 meter över havet.
Trakten runt Lac à l'Eau Jaune är nära nog obefolkad, med mindre än två invånare per kvadratkilometer.